# Филармонический квартет (Кливленд)
Филармонический квартет (англ. Philharmonic String Quartet) — американский струнный квартет, существовавший в Кливленде в 1886—1928 гг., на рубеже XIX—XX вв. ведущий камерный ансамбль города. Родился в составе кливлендского Филармонического оркестра, вскоре после этого прекратившего своё существование. Вызывал особый интерес у публики добавлением к традиционному квартетному репертуару практически неизвестных тогда в США квартетов Бородина, Франка, Форе.

## Состав
Первая скрипка:
- Джордж Леман (George Lehman, 1886—1888)
- Джон Марквардт (John Marquardt, 1888—1897)
- Сол Маркоссон (Sol Marcosson, 1897—1928)

Вторая скрипка:
- А. Райнхардт (A. Reinhardt, 1886-?)
- Карл Дюрингер (Carl Dueringer, ?-1908)
- Чарльз Рыхлик (1908—1928)

Альт:
- Юлиус Герман (Julius Hermann)
- Джас Джонстон (Jas. Johnston)

Виолончель:
- Чарльз Хайдлер (Charles Heydler)